# Dragoljub Raša Todosijević
Dragoljub Raša Todosijević (ur. 2 września 1945 w Belgradzie, zm. 3 grudnia 2024 tamże) – serbski artysta sztuk wizualnych, performer i rzeźbiarz, tworzący w nurcie sztuki konceptualnej, prozaik, teoretyk sztuki.  

## Życiorys
Wychowywał się w ubogiej rodzinie w Belgradzie. Matka wysłała go do akademii wojskowej w Mostarze, gdzie wytrzymał półtora roku. Uczył się rysunku w Šumatovačce, gdzie poznał m.in. Marinę Abramović. Studiował malarstwo, ukończył studia w Akademii Sztuk Pięknych w Belgradzie w 1969 roku. Wystawiał swoje prace od 1967 roku. Działał w środowisku młodych belgradzkich artystów, wśród których była m.in. Marina Abramović czy Neša Paripović, skupionych wokół studenckiego centrum kultury w Belgradzie – Studentski kulturni centar; ich ruch został później określony mianem Nova umjetnička praksa.
W 1984 roku został zaproszony na biennale do Sydney. Podróżował m.in. do Polski i Stanów Zjednoczonych. Muzeum Sztuki Współczesnej w Belgradzie zorganizowało wystawę retrospektywną jego dzieł w 2001 roku. Muzeum Sztuki Współczesnej Wojwodiny przygotowało jego wystawę retrospektywną pt. Сутра је понедељак w 2022 roku.
Jego dzieła posiadają m.in. Centre Georges Pompidou, Contemporary Art Museum w Kumamoto Moderna Museet, Tate Modern.
Należał do Stowarzyszenia Artystów Serbii od 1971 roku. Mieszkał i pracował w Belgradzie.

## Nagrody
- nagroda Memoriału im. Nadeždy Petrović (1998)[9]
- nagroda Moderna Museet (2001)[9]
- nagroda miasta Belgrad (2003)[9]
- ArtLink Award (2004)[9]
- Emily Harvey Foundation Award (2006)[9]
- nagroda im. Savy Šumanovicia (2008)[9]
- nagroda „Politiki” (2009)[9]
- nagroda na biennale w Wenecji (2011)[11]
- nagroda im. Ivana Tabakovicia (2023)[12]

## Twórczość
Tworzył sztukę konceptualną, był jednym z jej pionierów w Jugosławii. Był rzeźbiarzem i malarzem. Jego performances miały agresywny i prowokacyjny charakter i ocierały się niekiedy o sadyzm. Podczas co najmniej dwóch jego performance'ów (Pijenje vode i Odluka kao umetnost) zmarły ryby. Tworzył także teksty w języku serbskim, m.in. eseje o teorii sztuki. Niektóre z jego prac z lat 70. i 80. XX wieku zachowały się tylko na fotografiach. Współpracował krótko z grupą muzyczną Ansambl Za Drugu Novu Muziku. 

### Dzieła plastyczne
- Marinela (1971)[4]
- Odluka kao umetnost[14] (Decision as Art) – performance (1973)[5]
- Pijenje vode – performance (1974)[5]
- Umetnost i memorija – performance (1974[14]–1975) – artysta wyglądający jak terrorysta wykrzykiwał nazwiska twórców, o których myślał w danej chwili[5]
- Nula dies sine linea – cykl 12 rysunków[16] (1976[5])
- Was ist Kunst? – performance wykonywany w różnych wariantach w latach 1976–1981[5][17]
- Schlafflage – cykl instalacji (1978–1984)[5]
- Živela Francuska – živela tiranija[14] (Vive la France – Vive la Tyranie) – performance (1979)[5]
- Gott Liebt die Serben (Bog voli Srbe[14]) – cykl instalacji (od 1989 roku do co najmniej 2003 roku[18]), prace traktujące nacjonalizm serbski z ironią, np. w 1998 roku serwował narodowe potrawy na stole w kształcie swastyki[5]
- Opsada Londona 2097 – obraz (2007)[19]
- God Exists – instalacja (2013)[19]

### Teksty
- Edinburška izjava (1975)[5]
- Sa ulice: pred uvod u istoriju[5]
- Priče o umetnosti (1992)[20]
- Vesela kabalistička koračnica i druge priče – proza (1997)[21]
- Ulaz u raj ili Kraj istorije (2011)[22]